# Comuna Bezsalî, Lohvîțea
Bezsalî (în ucraineană Безсали) este o comună în raionul Lohvîțea, regiunea Poltava, Ucraina, formată din satele Bezsalî (reședința), Cervona Slobidka, Mehedivka, Ozerne, Sokîrîha și Vîșenkî.

## Demografie
Componența lingvistică a comunei Bezsalî
     Ucraineană (98,38%)
     Rusă (1,26%)
     Alte limbi (0,36%)
Conform recensământului din 2001, majoritatea populației comunei Bezsalî era vorbitoare de ucraineană (98,38%), existând în minoritate și vorbitori de rusă (1,26%).